# Bubnjarski komplet
Bubnjarski komplet ili bubnjevi je sklop glazbenih udaralačkih elemenata koju u većini slučajeva čine doboš, tomovi, bas bubanj, činele, i ostale dodatne udaraljke. Postavljen je tako da ga svira jedan glazbenik, odnosno bubnjar, koji sjedi na bubnjarskom ili običnom stolcu. Bubnjevi se koriste u većini glazbenih žanrova, a neki od njih su: klasična glazba, jazz, blues, rock, pop, hip hopi ini.
Pripada skupini udaralačkih glazbala, jer se svira udaranjem. Bubnjar koristi palice ili metalne metlice, kojima udara po membrani pojedina elementa ili po činelama, kako bi stvorio vibraciju, odnosno zvuk. Palice za bubnjeve dolaze u različitim težinama i veličinama. U većini slučajeva izrađuju se od drveta, a u novije vrijeme ponekad i od plastike. Jedini element po kojem se ne udara palicom je bas bubanj, za koji se koristi pedala s batićem. Pedalu također ima i Charleston činela (eng. hi-hat), s kojom se podiže gornja činela i ista udara o donju.

## Povijest
Izraz "bubnjarski komplet" (eng: "drum kit") najvjerojatnije dolazi iz Velike Britanije. Tamo je prvi put nastao tijekom 1700-ih godina. U Americi, tijekom prošlosti je često upotrebljavan izraz "bubnjarski set" (eng: "drum set").
Prvi bubnjarski kompleti pojavljuju se u teatru, gdje su bubnjari zbog okolnosti bili ohrabreni prostorom u postavljanju što većeg broja udaraljki. Do tada, bubnjevi i činele svirali su se odvojeno u vojnim i orkestralnim glazbenim postavama. U ranoj povijesti glazbala, bubnjari su bas bubanj i ostale elemente svirali rukama, a tek od 1890-ih uvodi se nožna pedala za bas bubanj. William F. Ludwig 1909. godine, napravio je pedalu za bas bubanj, utirući put modernom bubnjarskom kompletu.
Do prvog svjetskog rata, bubnjarski kompleti bili su prepoznatljivi po velikom prenosivom bas bubnju na kojeg su bile postavljene razne dodatne udaraljke i činele, a bio je središnji dio jazz glazbe. Charleston činela ("hi-hat") pojavila se 1926. godine, dok su metalne konzole za tom-tomove, te stalke za njih i činele, izradili Kinezi. Gene Krupa i ostali su 1930-ih popularizirali "zaobljenu cijev", koja je bila montirana na bas bubanj, a na njoj su bili pričvršćeni tomovi.
U povijesti jazz glazbe, obično su Charleston činela ("hi-hat"), doboš, činele ("crash" i "ride") i bas bubanj, bili dovoljni za zadovoljiti izvođačke glazbene zahtjeve.
Sve većim utjecajem rock and rolla, bubnjarski kompleti postaju sve više popularni. Najveći razvoj bubnjarskog kompleta dogodio se pojavom bubnjara Ringo Starra iz benda The Beatles, kada je na američkoj televizijskoj postaji svirao Ludwigov komplet i time pokrenuo popularizaciju bubnjeva.
Različiti glazbeni žanrovi nalagali su stilske promjene u podešavanju bubnjarskog kompleta. Na primjer, u većini oblika rock glazbe, Charleston činela ("hi-hat"), doboš, i bas bubanj, primarni su elementi koji se koriste u glazbenoj izvedbi.

## Pojedini dijelovi bubnjarskog kompleta
| Zvučni uzorci | Zvučni uzorci                                    | Zvučni uzorci |
| Komponenta    | Sadržaj                                          | Zvuk          |
| ------------- | ------------------------------------------------ | ------------- |
| snare         | unmuffled snare drum                             | 53 kB         |
| snare         | muffled snare drum                               | 37 kB}}       |
| snare         | rim click on a snare                             | 46 kB}}       |
| bass drum     | muffled bass drum                                | 54 kB}}       |
| toms          | 8-inch (20 cm) rack tom                          |               |
| toms          | 12-inch (30 cm) rack tom                         |               |
| toms          | floor tom                                        | 39 kB}}       |
| hi-hat        | closed hi-hat                                    | 41 kB}}       |
| hi-hat        | open hi-hat                                      | 58 kB}}       |
| hi-hat        | hi-hat being opened and closed by its foot pedal | 48 kB}}       |
| crash         | crash cymbal                                     | 52 kB}}       |
| ride          | hit normally                                     | 61 kB}}       |
| ride          | hit on the bell of the cymbal                    | 71 kB}}       |
| ride          | hit on the edge                                  | 67 kB}}       |
| beat          | a typical rock beat on hi-hat                    | 95 kB}}       |
| beat          | typical rock beat on ride cymbal                 | 89 kB}}       |

Doboš (ili mali bubanj), u glazbi ima veoma glasan reski zvuk, zbog nekoliko sitno zavijenih napetih metalnih žica prislonjenih uz donju membranu bubnja. U doboš se udara palicama za bubnjeve, ili ponekad metalnim metlicama. Doboš se koristi i u vojne svrhe, kao npr. u koračnicama. Postoji više modela različitih dimenzija, npr. američki (35*16,5cm), i engleski (35*14cm).
Bas bubanj (ili "veliki bubanj") s pedalom, najveći je bubanj u bubnjarskom kompletu, ali uglavnom je manjih dimenzija od onoga u simfonijskom orkestru. Udara se batićem učvršćenim na pedalu koju pokreće desna noga izvođača. U ranijoj povijesti bas bubnja, a pogotovo u jazz-u, na postolje bubnja bila je postavljena i jedna činela. U nju se udaralo istovremeno kada i u bubanj, palicom koja je završavala metalnom glavom. U novije vrijeme, pojedini vrsni glazbenici su postigli veliku virtuoznost, te pedalom na bas bubnju izvode mnogo vrsta izrazito brzih ritmova. Ponekad se koriste dva bas bubnja, svaki sa svojom bas-pedalom, a ponekad dvije bas-pedale na jednom bas bubnju.
Tomovi, "tom-tom", ili "prijelazi" (eng: "rack toms" i "floor tom"), načinjeni su od valjkasto oblikovanog drvenog okvira, s obje strane prekrivenog kožama (plastičnim membranama) koje su navučene na rubove, te pričvršćene metalnim obručima. Zatezanje se može regulirati zavrtnjima pričvršćenim na stranama okvira bubnja. Mogu se naštimati kao mali timpani, ili dati različite dublje ili više tonove. Proizvođači su napravili čitavu skalu modela različitih dimenzija tomova. Bubnjari ih koriste za razne prijelaze ritma, te čitavoj sekciji daju jednu ritmičku popunjenost.

### Činele
"Charleston" činela s pedalom (ili "fus") (eng: "hi-hat") sastoji se od dvije činele koje stoje na postolju na čijem dnu je pričvršćena pedala koja, pomoću pokretne šipke s kojom je povezana, čini da se gornja činela (koja je pokretna) diže i spušta, ili da udara o donju činelu koja je fiksna. Pedala se pokreće lijevom nogom. U glazbi se naročito koristi za označavanje nenaglašenog dijela takta, ili nenaglašene dobe. Dižući i spuštajući gornju činelu te je istovremeno udarajući drvenim palicama ili metalnim metlicama, vrsni glazbenici izvode najrazličitije vrste ritmova i zvučnih efekata.
Viseće činele – "crash" činela (eng: "crash cymbal"), "ride" činela (vodeća činela ili vodilica) (eng: "ride cymbal"), itd. – sastavni su dio bubnjeva. Služe za dobivanje dodatnih i drukčijih efekata (npr. posebni ritmovi i naglasci, crescendo, diminuendo, dobovanje, itd.) nego na ručnim orkestarskim činelama. Činela se pričvrsti na vrh metalnog štapa (pričvršćenog na postolje stalka za činelu), čija se visina može regulirati. U ovakve činele se udara drvenim palicama, palicama s glavom od filca, ili metalnim metlicama, kako bi se dobili različiti zvukovi i ritmovi suvremenog stila.
Orkestarske činele suvremenog doba sastoje se od dvije činele koje su načinjene od metala (bakar ili bronca), čije je konkavno središte izbušeno u sredini, kako bi se provukle kožne drške. Da bi se dobio zvuk treba udarati okomito, ili trljati okomito jednom o drugu, odozgo prema dolje, i obratno. Postoji više načina udaranja: široko (da se omogući duže vibriranje tona); odsječno (da bi se prigušio ton); brzo, s male udaljenosti; ili kružno trljati činelom o činelu. Na njima kompozitori postižu izvrsne efekte, i zato imaju veliki značaj u djelima suvremenih kompozitora.

## Poznati bubnjari
- Bill Ward (Black Sabbath)
- Charlie Watts (The Rolling Stones)
- Dave Grohl (Nirvana, Foo Fighters)
- Ian Paice (Deep Purple)
- Jeff Porcaro (Toto)
- Joey Jordison (Slipknot)
- John Bonham (Led Zeppelin)
- Keith Moon (The Who)
- Larry Mullen, Jr. (U2)
- Lars Ulrich (Metallica)
- Nick Mason (Pink Floyd)
- Nicko McBrain (Iron Maiden)
- Phil Collins (Genesis)
- Ringo Starr (The Beatles)
- Rob Gardner (svira izvorne verzije pjesama bendova Guns N' Roses i L.A. Guns)
- Roger Taylor (Queen)
- Steven Adler (Guns N' Roses)

## Vanjske poveznice
- DMOZ – Bubnjarski resursi.
- Drum Glossary - Objašnjenje za pojedine bubnjarske elemente